# Río Dyavolska

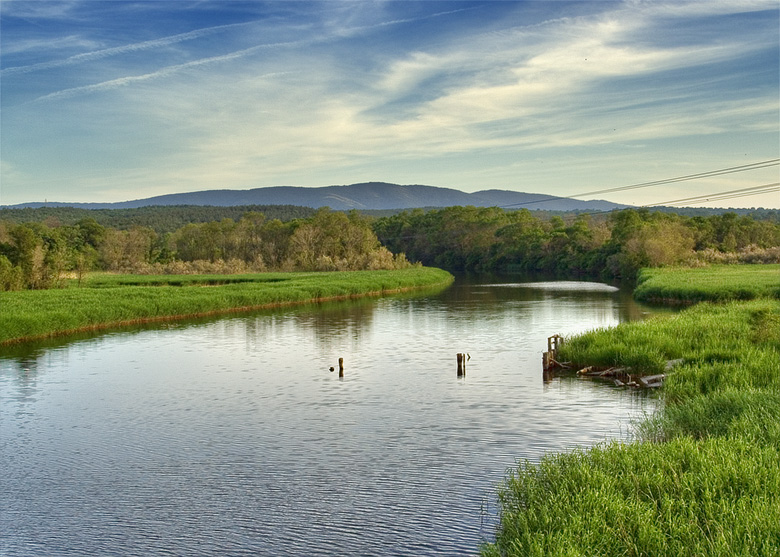
La desembocadura del río del Diablo.

El río Dyavolska (en búlgaro: Дяволска река, que significa, «río del diablo») es un corto río costero que discurre por la provincia de Burgas, en el sureste de Bulgaria. Se origina en las montañas de Strandzha, pasa cerca del pueblo costero de Primorsko, y desemboca en el mar Negro. En su curso medio, se forma una zona pantanosa conocida como Dyavolsko blato (Дяволско блато, «pantano del diablo»).